# 1-й гвардейский кавалерийский корпус
1-й гвардейский кавалерийский корпус (1 гв. кк) — соединение конницы РККА в составе Вооружённых сил СССР во время Великой Отечественной войны. Был преобразован из 2-го кавалерийского корпуса имени Совнаркома Украинской ССР 26 ноября 1941 года.

## Состав
Периоды нахождения в составе Действующей армии:
- с 26 ноября 1941 года по 23 января 1943 года
- с 5 февраля 1943 года по 11 мая 1945 года.[1]

Состав корпуса:

(на 1 мая 1945 года)
- 1-я гвардейская кавалерийская дивизия;
  - 61-й танковый Житомирский Краснознамённый полк (с 26 сентября 1943 года);
- 2-я гвардейская кавалерийская дивизия;
  - 230-й танковый полк (с 8 октября 1943 года по 30 декабря 1943 года);
  - 58-й танковый Катовицкий ордена Богдана Хмельницкого полк (с 22 мая 1944 года);
- 7-я гвардейская кавалерийская дивизия:
  - 87-й танковый Житомирский Краснознамённый полк (с 29 сентября 1943 года);
- 1244-й самоходно-артиллерийский Перемышльский[2] ордена Александра Невского полк (с марта 1944 года по май 1945 года)
- 1461-й самоходно-артиллерийский Житомирский Краснознамённый полк (октябрь 1943 года — январь 1944 года)
- 143-й гвардейский истребительно-противотанковый артиллерийский Житомирский[3] Краснознамённый полк;
- 1-й отдельный гвардейский истребительно-противотанковый ордена Красной Звезды[4] дивизион;
- 49-й отдельный гвардейский миномётный дивизион;
- 1-й гвардейский миномётный Житомирский Краснознамённый полк реактивной артиллерии;
- 319-й зенитный артиллерийский Катовицкий[5] ордена Богдана Хмельницкого полк;
- 1-я отдельная гвардейская зенитная батарея.[6]

Части корпусного подчинения:
- 1-й отдельный гвардейский ордена Красной Звезды[4]дивизион связи (до 1 мая 1942 года — 10-й отдельный дивизион связи);
- 187-й отдельный автотранспортный батальон;
- 349-я полевая авторемонтная база;
- 22-й полевой подвижной госпиталь;
- 256-й прачечный отряд;
- 27-й полевой автохлебозавод;
- 1561-я военно-почтовая станция.

Перечень № 4 Управлений корпусов, входивших в состав действующей армии в годы Великой Отечественной войны 1941—1945 гг. / Покровский А. П. — М.: Министерство обороны, 1956. — 151 с.
В оперативном подчинении:
- 436-й истребительный авиационный полк[7] в период с 18 января 1942 года по 4 февраля 1942 года на самолётах И-16
- 28-я смешанная авиационная дивизия[8] в период 25 декабря 1941 года по 25 января 1942 года

## Боевой путь
В составе войск Южного, Юго-Западного, Западного, снова Юго-Западного, Воронежского и 1-го Украинского фронтов корпус принимал участие в оборонительных боях на территории Молдавии, на сумском (17 июля 1941 — Ромны), белгородском направлениях, в битве под Москвой (где сначала отличился в оборонительных сражениях, а затем на протяжении всей первой половины 1942 года вёл самостоятельные боевые действия в глубоком тылу противника), отражении наступления немецких войск из района г. Жиздра (август 1942), в освобождении Украины, а также в Львовско-Сандомирской, Карпатско-Дуклинской, Сандомирско-Силезской, Нижнесилезской, Берлинской и Пражской наступательных операциях.
Общее контрнаступление советских войск под Москвой началось 5 декабря 1941 г. Но 1-й Гвардейский кавалерийский корпус ещё раньше, первым из всех советских войск атаковал фашистов 27 ноября 1941 г. у города Каширы, куда он прибыл форсированным маршем по приказу Ставки от Серпухова, за двое суток совершив бросок в сто километров пешим маршем вдоль Оки, по мерзлой земле с нековаными конями в поводу. От Каширы до Москвы почти не было советских войск, и у фашистов могла открыться прямая свободная дорога на Москву.
«Вопрос сейчас в том, кто окажется быстрее, конница или танки, и кто окажется сильнее…»
(И. В. Сталин, ноябрь 1941 г.).
Сталин называл генерала П. А. Белова «Спасателем», а его конников — «Пожарной командой». Однако наши современники незаслуженно мало знают об этой замечательной победе, когда кавалерийский корпус разгромил и заставил отступить гордость вермахта — фашистскую танковую армию, такое случилось впервые с начала Великой Отечественной войны.
В дальнейшем кавалерийские корпуса и дивизии широко использовались командованием фронтов и армий в последующих наступательных операциях. 22 декабря 1941 г. в передовой статье газеты «Правда», озаглавленная «На коня!», генерал-полковник О.Городовиков писал, что "если в первых сильных ударах, нанесенных фашистам на Юге и под Москвой, кавалерии принадлежала значительная роль, то не подлежит сомнению, что ещё более выдающаяся роль будет принадлежать нашим славным конникам в грядущем разгроме и полном уничтожении фашистов.
Далее Корпус, прорвав боевые порядки гитлеровцев, ушел в глубокий рейд по тылам противника, где в течение пяти месяцев при поддержке десантников и партизан удерживал территорию в 400 км по периметру фронта, и в конце июня успешно вышел в расположение своих войск. И это только за год войны. Впереди было много боев, в которых Корпус не раз подтверждал свое звание первого гвардейского, получил наименование Житомирского и стал краснознаменным, принимал участие в Берлинской и Пражской наступательных операциях.
В сентябре 1944 года корпус участвовал в боях за Дуклинский перевал, с 14 по 30 сентября действовал в отрыве от основных советских сил.

## Примечательные эпизоды
В районе г. Дорогобуж корпус попал в окружение; разведотдел корпуса под командованием Героя Советского Союза старшего лейтенанта Князева целиком перешел на сторону Русской народной национальной армия (РННА) и влился в ее ряды.

## Командиры
- генерал-лейтенант Белов, Павел Алексеевич (26 ноября 1941 — 28 июня 1942)
- генерал-лейтенант Баранов, Виктор Кириллович (29 июня 1942 — 11 мая 1945)

## Отличившиеся воины корпуса
За время войны 36 воинов корпуса стали Героями Советского Союза, 4 воина стали кавалерами ордена Славы всех трёх степеней. Другие государственные награды получили около 30 000 бойцов корпуса.

### Герои Советского Союза
- Управление корпуса:
  - Баранов, Виктор Кириллович, гвардии генерал-лейтенант, командир корпуса. Указ Президиума Верховного Совета СССР от 29 мая 1945 года
- 1-я гвардейская кавалерийская дивизия — 9 человек;
- 2-я гвардейская кавалерийская дивизия — 18 человек;
- 7-я гвардейская кавалерийская дивизия — 7 человек;
- 143-й отдельный гвардейский истребительно-противотанковый артиллерийский полк:
  - Саенко, Иван Степанович, гвардии старший лейтенант, командир батареи. Указ Президиума Верховного Совета СССР от 3 июня 1944 года. Звание присвоено посмертно.

### Кавалеры ордена Славы трёх степеней
- 1-я гвардейская кавалерийская дивизия — 1 человек;
- 7-я гвардейская кавалерийская дивизия — 2 человека;
- 1-й гвардейский миномётный полк реактивной артиллерии:
  - Гранатюк, Пётр Николаевич, гвардии младший сержант медицинской службы, санитарный инструктор батареи. Указ Президиума Верховного Совета СССР от 27 июня 1945 года.[11]

## Награды
- орден Красного Знамени — за образцовое выполнение боевых заданий командования на фронте борьбы с немецкими захватчиками и проявленные при этом доблесть и мужество. Указ Президиума Верховного Совета СССР от 13 ноября 1943 года.[12]
- почётное наименование «Житомирский» — в ознаменование одержанной победы и отличие в боях по освобождению г. Житомира. Приказ Верховного Главнокомандующего от 13 ноября 1943 года.
- Красное Знамя Монгольской Народной Республики (18 декабря 1942 года)[13]

## Память
В 1975 году в память о бойцах 1-го гвардейского кавалерийского корпуса, освобождавших Киреевский район Тульской области, на аллее Кургана Бессмертия установлена стела.

Памятная стела бойцам 1-го гвардейского кавалерийского корпуса.
Монумент «Конникам генерала П. А. Белова» в посёлке Одоев, Тульская область.

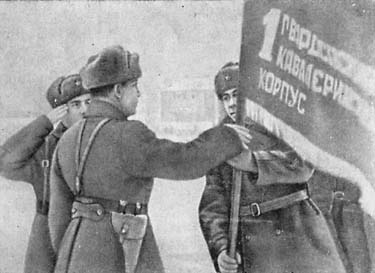
Бригадный комиссар Смирнов вручает гвардейское Знамя командиру корпуса.
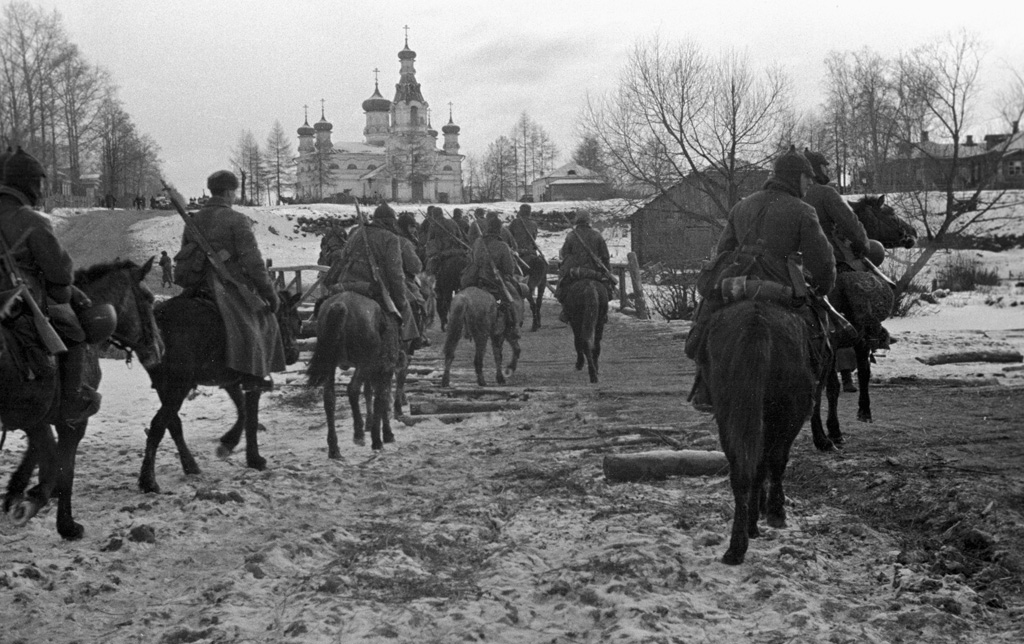
Кавалеристы корпуса генерала Белова на марше, 15 декабря 1941.
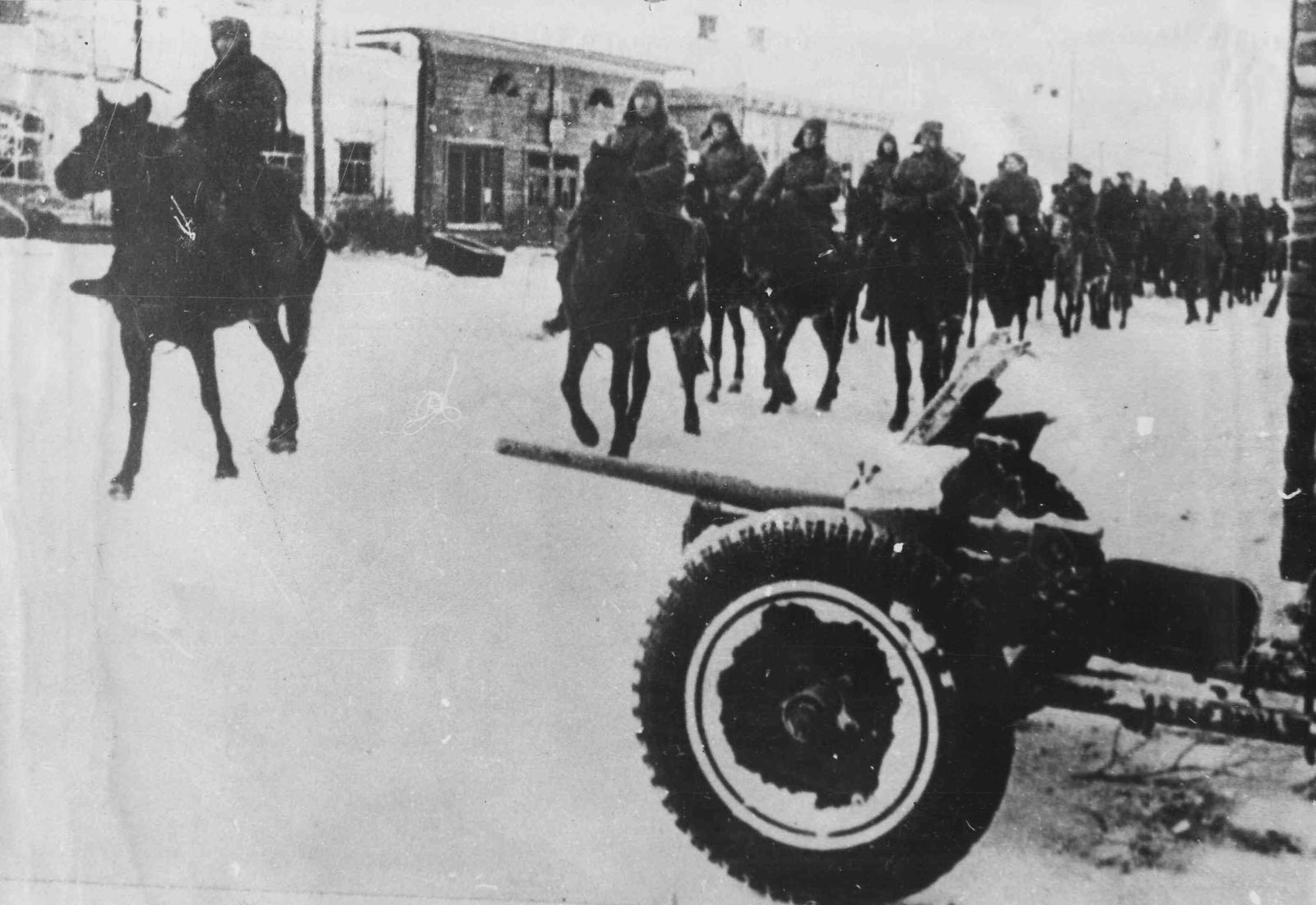
Конники корпуса генерала Павла Алексеевича Белова вступают в город Одоев, 22 декабря 1941.